# Spiroctenus purcelli
Spiroctenus purcelli är en spindelart som beskrevs av Tucker 1917. Spiroctenus purcelli ingår i släktet Spiroctenus och familjen Nemesiidae. Inga underarter finns listade i Catalogue of Life.